# Nag's Head (Londen)
Nag's Head, Holloway is een wijk in het Londense bestuurlijke gebied Islington, in de regio Groot-Londen.

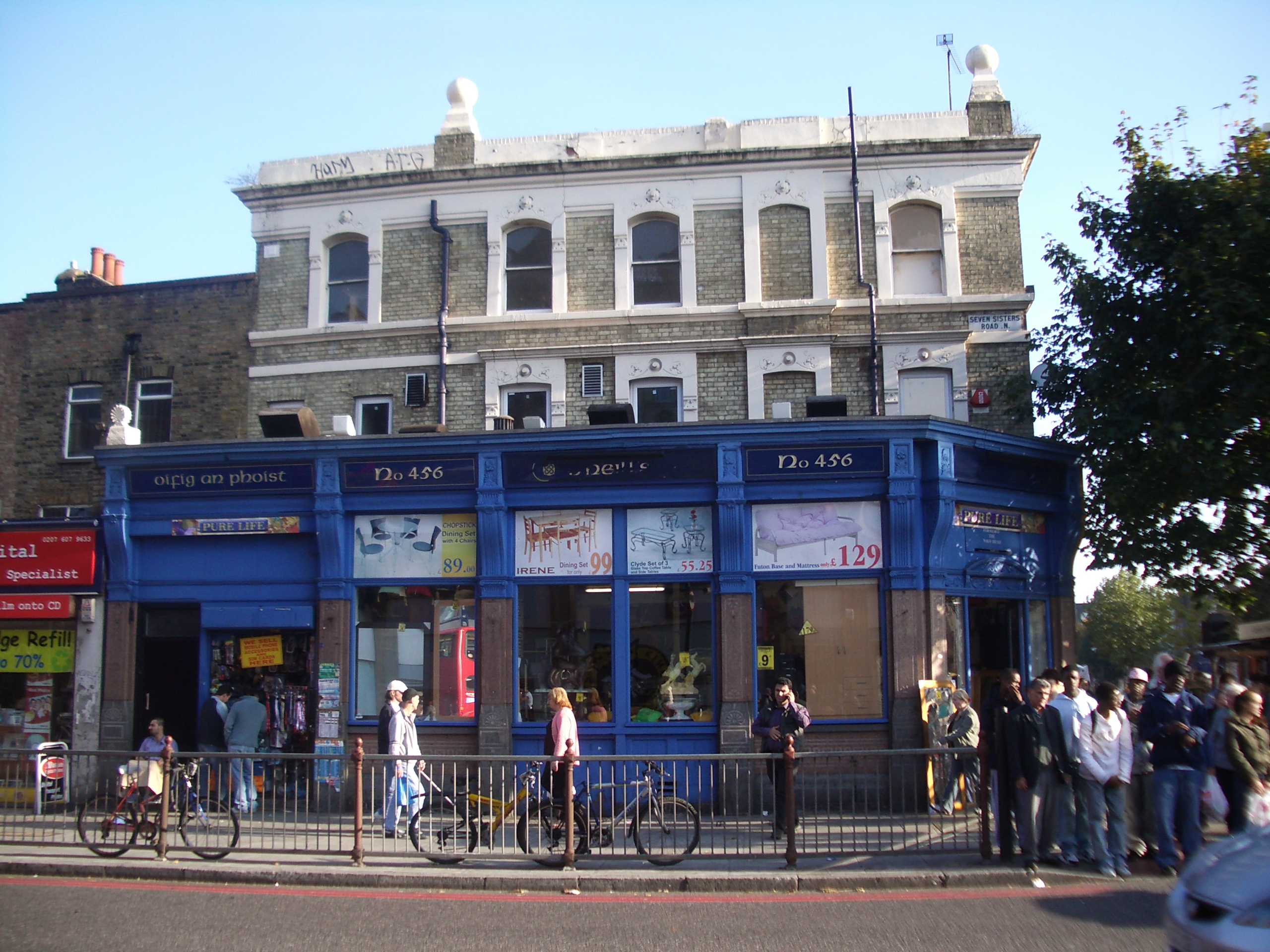
Voormalige Nag's Head pub